# BTX
BTX (англ. Balanced Technology Extended) — форм-фактор, предложенный компанией Intel в 2004 году. Предполагалось, что BTX придёт на смену форм-фактору ATX.
Основные улучшения:

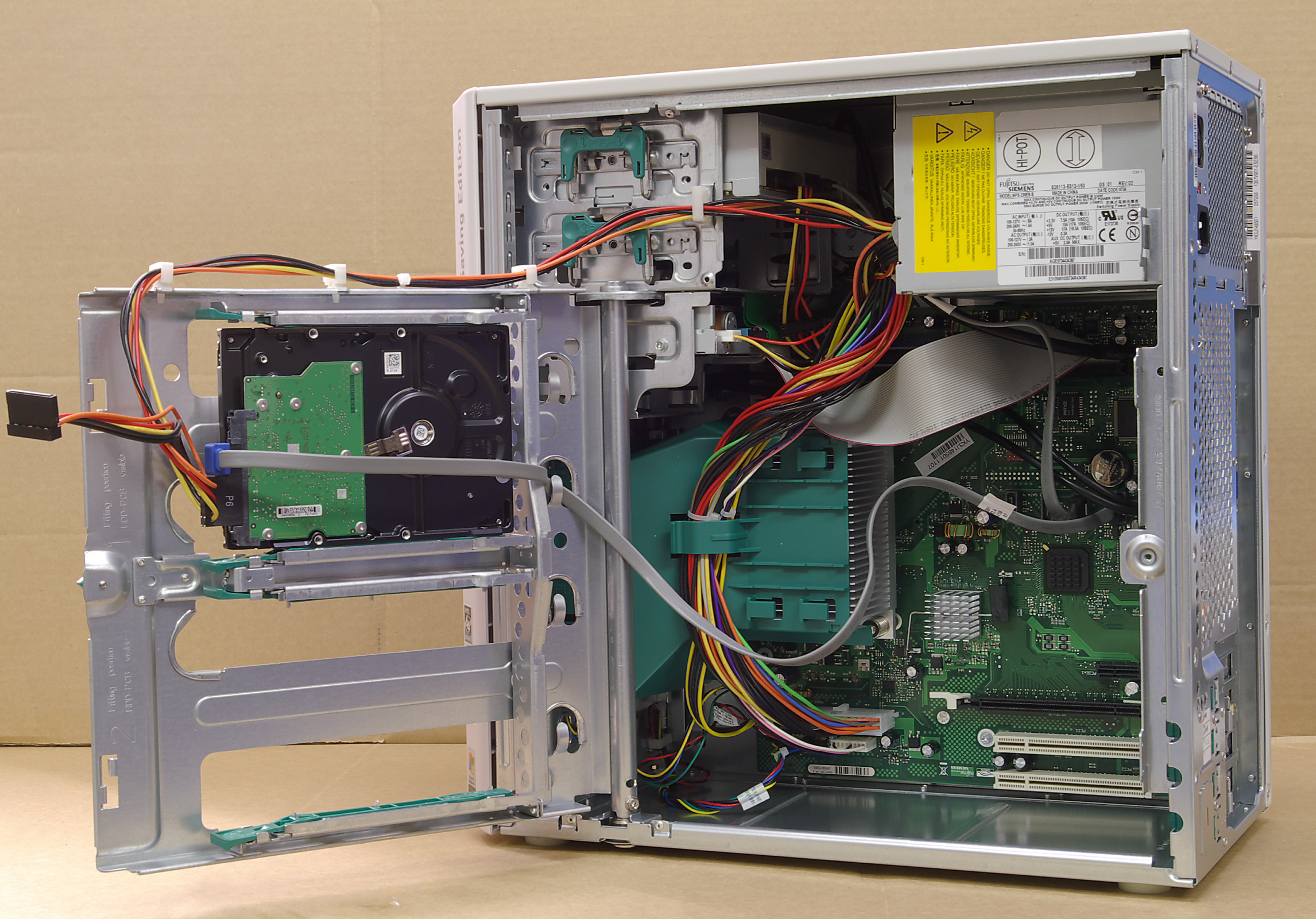
корпус BTX

- снижение высоты материнской платы с установленным кулером процессора, уменьшение высоты IOPlate[что?];
- обеспечение охлаждения всех компонентов компьютера (учитывая не только нагрев от процессора, но сильно нагревающиеся видеокарты, жёсткие диски) за счёт создания прямых потоков воздуха внутри корпуса. Для этого материнская плата устанавливается вертикально на левую стенку корпуса (в ATX — на правую), благодаря чему периферийные платы располагаются вверх радиаторами. Такое их расположение способствует воздухообмену.

При этом сохранялась электрическая совместимость со стандартом ATX, размеры материнской платы BTX также соразмерны формату ATX.

## История
Формат был предложен в начале 2004 года и выпущен в продажу в конце 2004 компанией Intel (автором стандарта ATX), однако оказался не очень популярным, так, в начале 2006 года большая часть настольных компьютеров (согласно данным froogle) продавалась с форм-фактором ATX или microATX. Первый компьютер форм-фактора BTX был продан компанией Gateway. Dell и HP также выпускали компьютеры в этом форм-факторе.
Однако, всё увеличивающееся тепловыделение процессоров Pentium 4, которое было главной причиной создания BTX, вынудило корпорацию Intel перейти к другим путям наращивания производительности, и поколение Intel Core (с 2006) уже было гораздо более энергоэффективным и «холодным». Таким образом, главное преимущество BTX стало несущественным, и появились сомнения в целесообразности его дальнейшей поддержки.
В сентябре 2006 года Intel отказалась от поддержки стандарта BTX.